# Pamiątkowy medal „25 lat wycofania wojsk z Afganistanu”
Pamiątkowy medal „25 lat wycofania wojsk z Afganistanu” (Пам'ятна медаль «25 років виведення військ з Афганістану») – ukraińskie odznaczenie wojskowe.  

## Historia
W dniu 10 października 2014 roku prezydent Ukrainy dekretem nr 765/2014 ustanowił pamiątkowe odznaczenie wojskowe dla wyróżnienia uczestników działań wojennych na terytorium Afganistanu w latach 1979-1989, w 25 rocznicę wyjścia kontyngentu wojsk radzieckich z Afganistanu. W tym samym dniu wydano rozporządzanie ze statutem odznaczenia. 

## Zasady nadawania
Odznaczenie zgodnie z statutem był nadawany obywatelom ukraińskim, którzy jako żołnierze brali udział w działaniach wojennych na terytorium Afganistanu w latach 1979-1989 oraz inwalidą wojskowym, którzy doznali obrażeń w tym samym okresie na terytorium Afganistanu.

## Opis odznaki
Odznaką medalu jest krążek o średnicy 32 mm wykonany ze patynowego nowego srebra. 
Na awersie odznaki medalu znajduje się stylizowany most Hayraton, na którym znajdują się postacie trzech żołnierzy radzieckich w umundurowaniu stosowanego w Afganistanie (fragment pomnika Poległych w Afganistanie żołnierzy ukraińskich w Kijowie). W dolnej części odznaki jest data 1989-2014 (emaliowana na czerwono).
Na rewersie znajduje się napis w trzech rzędach w języku ukraińskim „25 РОКІВ ВИВЕДЕННЯ ВІЙСЬК З АФГАНІСТАНУ” (pol. 25 LAT WYCOFANIA WOJSK Z AFGANISTANU).
Odznaczenie zawieszone jest na wstążce orderowej prostokątnej o szer. 28 mm i długości 12 mm, koloru szarego z dwoma paskami o szer. 4 mm koloru czerwonego w odległości 4 mm od krawędzie z obu stron.